# Pascual Navarro
Pascual Navarro (Caracas, Venezuela, 17 de mayo de 1923-Ibídem, 1986) fue un artista venezolano.

## Biografía
Desde 1934 asistía como oyente a la Academia de Bellas Artes de Caracas, que dos años después se convertiría en la Escuela de Artes Plásticas y Artes Aplicadas de Caracas, bajo la dirección de Antonio Edmundo Monsanto. En 1936 se inscribe formalmente y comienza a participar en el Salón Oficial con regularidad. En 1940 obtiene una beca de cien bolívares mensuales. En 1947 gana en la primera edición del Premio Nacional de Artes Plásticas como premio una bolsa de trabajo para ir a estudiar a París, Francia. Desde la Ciudad Luz, participa en la creación del grupo Los Disidentes, junto a los artistas Alejandro Otero, Mateo Manaure, Luis Guevara Moreno, Carlos González Bogen, Narciso Debourg, Perán Erminy, Rubén Nuñez, Dora Hersen, y Aimeé Battistine, liderados por J.R. Guillent Pérez. Este grupo se define por ser detractores de los temas tradicionales de pintura representativa, como el retrato y el paisaje, los cuales predominaban el escenario artístico venezolano de la época, y promovían la creación de carácter abstracto, más cónsono con la realidad internacional del arte moderno. Logran publicar cinco números de la revista homónima. También formó parte del Taller Libre de Arte.

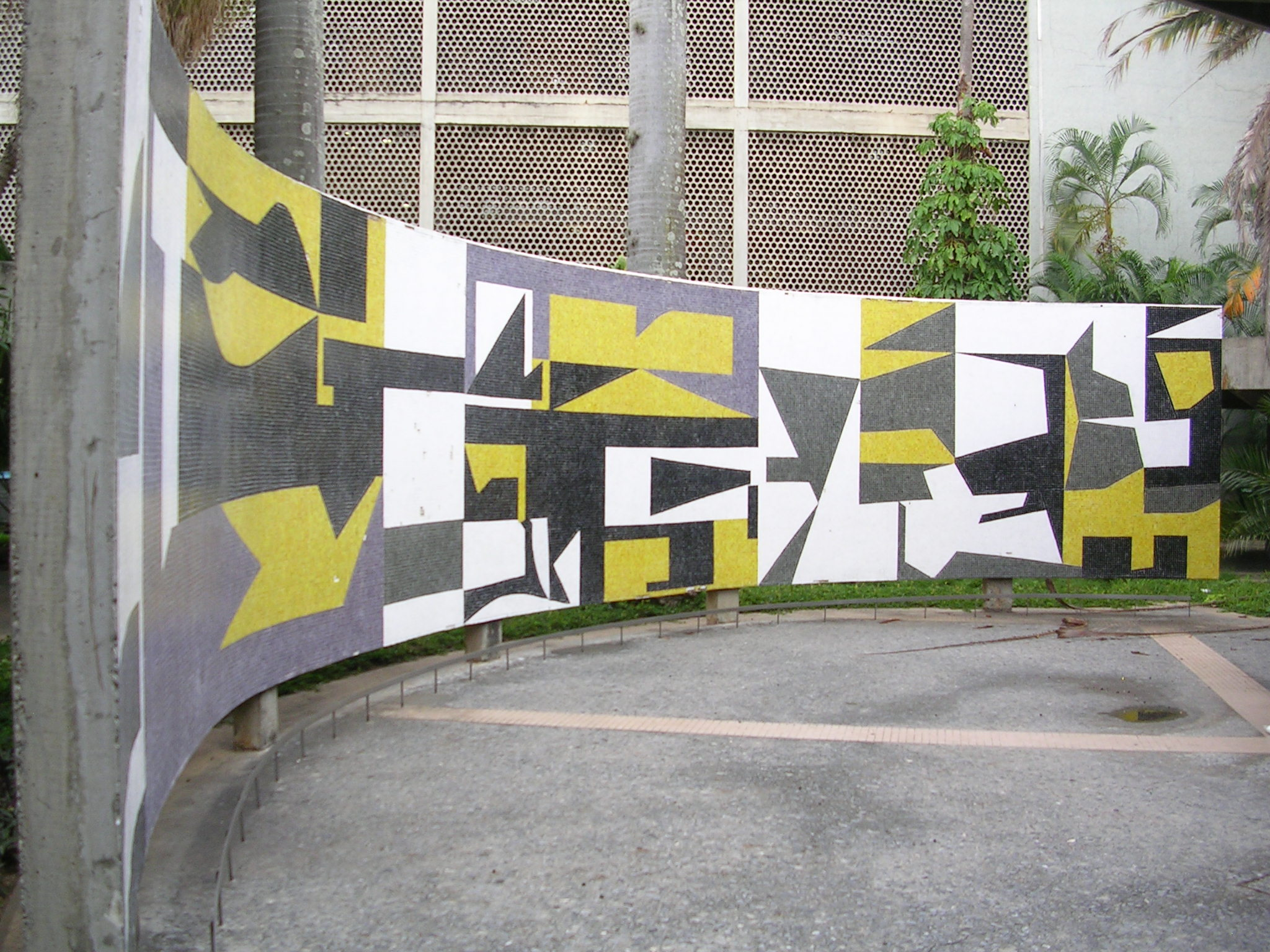
Mural Curvo en la Ciudad Universitaria de Caracas. 1954

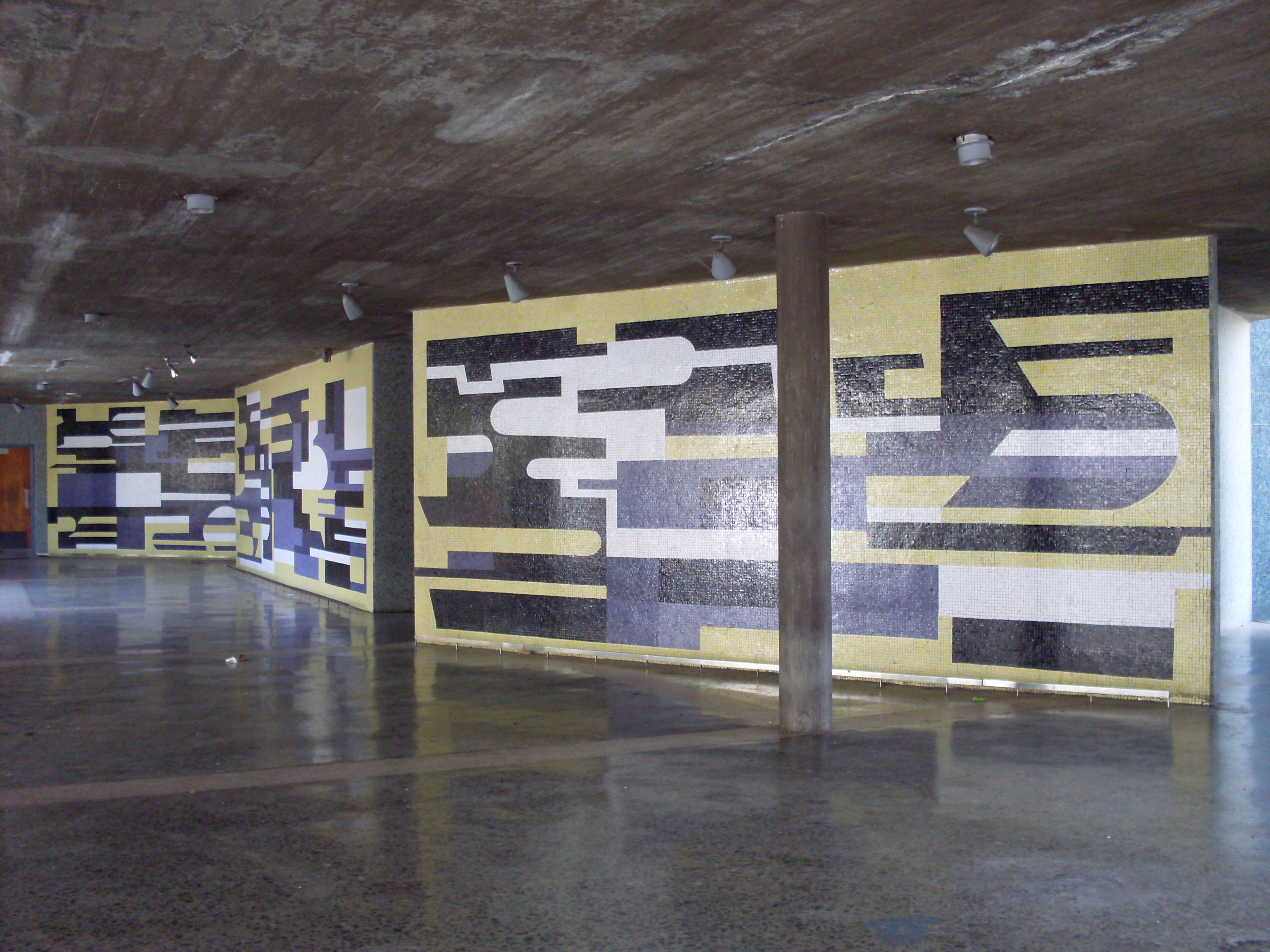
Mural en la Ciudad Universitaria de Caracas. 1954

En los años 50 realiza los bocetos de los tres murales que realizó para la Universidad Central de Venezuela solicitados a su persona por Carlos Raúl Villanueva, arquitecto del proyecto. La Universidad Central de Venezuela reúne en su ciudad universitaria obras de grandes artistas modernos nacionales e internacionales, entre ellos Victor Vasarelly, Francisco Narváez, Oswaldo Vigas, Mateo Manaure y Fernand Leger. En 1953 gana el premio para dibujo "Emilio Boggio" en el IX Salón Arturo Michelena.
En 1955 gana el Gran Premio para Pintores Venezolanos en la Exposición Internacional de Valencia, estado Carabobo, luego de que su obra fuera sujeta a varias transformaciones, dejando atrás al abstraccionismo geométrico para adentrarse en otro "de cualidades más sugerentes". En 1982 recibe la condecoración Orden Andrés Bello y en 1984 la primera entrega del Premio "Armando Reverón" que le otorgó la Asociación Venezolana de Artistas Plásticos.
El artista era conocido por sus constantes crisis nerviosas, las que le llevaron a la consulta de múltiples especialistas, y en una ocasión, a una cura de sueño. Pascual Navarro muere en Caracas de 15 de marzo de 1986 de demencia alcohólica. La calle del Boulevard de Sabana Grande donde vivía lleva actualmente su nombre.